# AlgaeBase
AlgaeBASE es un base de datos global de especies de todos los grupos de algas, como también de un grupo de plantas con flores, las hierbas marinas de Posidoniaceae, Zosteraceae, Hydrocharitaceae, y Cymodoceaceae.
AlgaeBASE fue desarrollado por Michael Guiry en su website seaweed.ie, y ha ido creciendo en una database de algas de todo el mundo, y de hábitats de agua dulce, terrestre, agua salobre, como marinos. Para 2005, la database contenía 65.000 nombres, en septiembre de 2006, 122.240 especies y nombres infraespecíficos, con 5.826 imágenes, 38.290 ítems bibliográficos, 138.706 registros distribucionales. En marzo de 2014 contenía 148.700 nombres. Los datos más completos son los de algas marinas, particularmente seaweeds. Cerca de 24.000 especies de algas están incluidas, Rhodophyta: 6000 especies, marinas Chlorophyta: 1500 especies, Phaeophyceae: 1755 spp. Otros sitios de Michael Guiry incluyen a Species.ie, lista de las especies de Irlanda, considerando 50.000 eukariotas.